# Aneta Borkowska
Aneta Rita Borkowska – polska psycholog, dr hab. nauk humanistycznych, profesor nadzwyczajny Instytutu Matematyki i Informatyki Państwowej Wyższej Szkoły Zawodowej w Chełmie, oraz Instytutu Psychologii Wydziału Pedagogiki i Psychologii Uniwersytetu Marii Curie-Skłodowskiej.

## Życiorys
W 1986 ukończyła studia psychologiczne na Uniwersytecie Marii Curie-Skłodowskiej w Lublinie, natomiast 29 czerwca 1995 obroniła pracę doktorską Struktura dyskursu narracyjnego a dysleksja rozwojowa, 7 stycznia 2010 habilitowała się na podstawie oceny dorobku naukowego i pracy zatytułowanej Procesy uwagi i hamowania reakcji u dzieci z ADHD z perspektywy rozwojowej neuropsychologii klinicznej.
Objęła funkcję profesora nadzwyczajnego w Instytucie Matematyki i Informatyki Państwowej Wyższej Szkole Zawodowej w Chełmie, a także w Instytucie Psychologii na Wydziale Pedagogiki i Psychologii Uniwersytetu Marii Curie-Skłodowskiej.
Piastowała stanowisko prodziekana na Wydziale Pedagogiki i Psychologii Uniwersytetu Marii Curie-Skłodowskiej.

## Publikacje
- 2006: Kiedy dzieci mówią same do siebie[1]
- 2007: Czynniki biologiczne w etiologii zespołu nadpobudliwości psychoruchowej (ADHD)[1]
- 2007: Deficyty funkcji poznawczych u osób z ADHD[1]
- 2007: Ocena deficytu hamowania reakcji u dzieci i młodzieży z ADHD[1]
- 2016: Overweight in boys with ADHD is related to candidate genes and not to deficits in cognitive functions[1]